# Georg Ludwig von Trapp

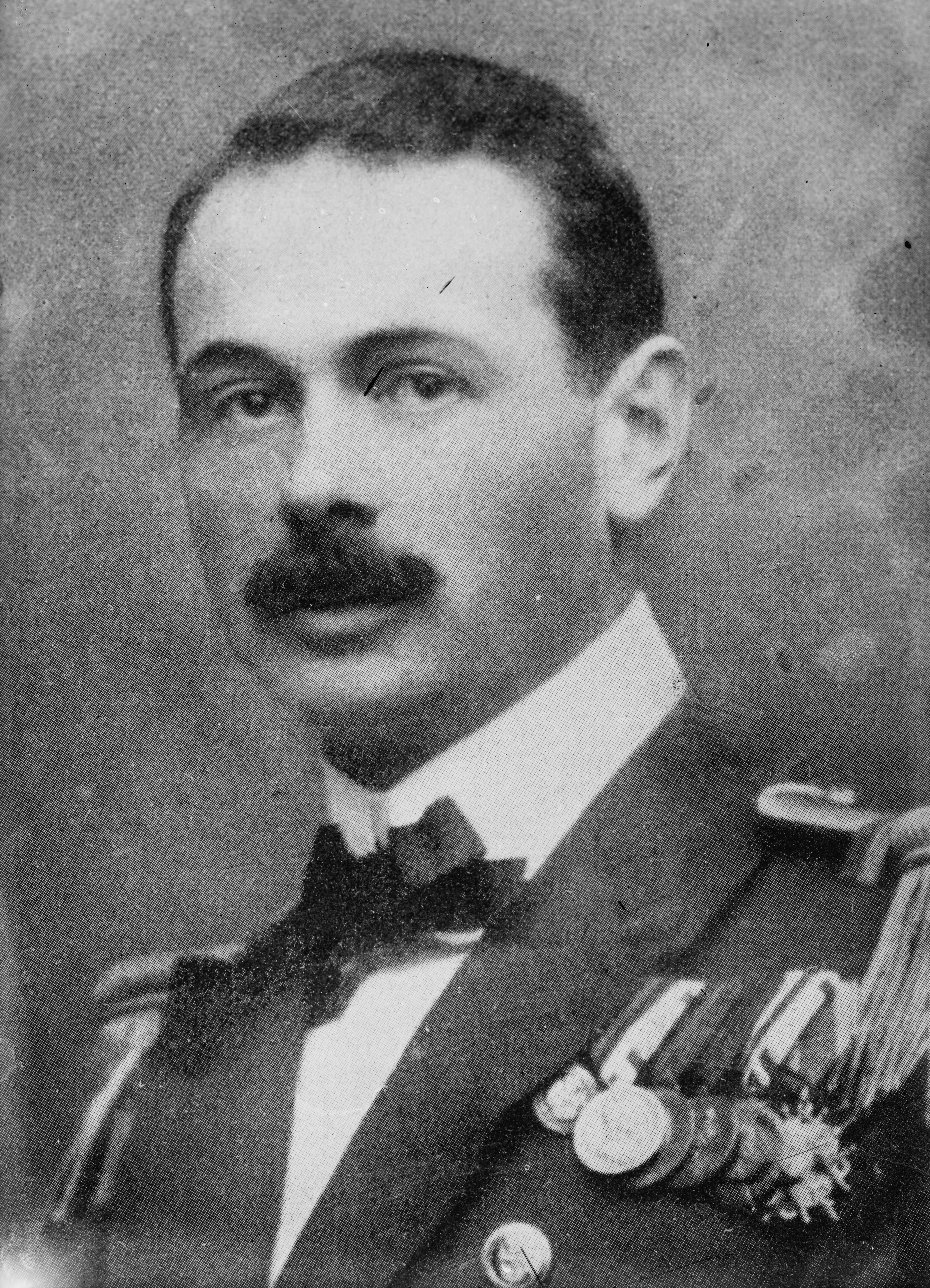
Georg Ludwig von Trapp (1910)

Georg Ludwig Ritter von Trapp (* 4. April 1880 in Zadar, Dalmatien, Österreich-Ungarn; † 30. Mai 1947 in Boston, Vereinigte Staaten) war ein k. u. k. Marineoffizier und U-Boot-Kommandant im Ersten Weltkrieg sowie Vater der singenden Trapp-Familie. Seit dem Adelsaufhebungsgesetz 1919 hieß er Georg Ludwig Trapp.

## Leben
Georg von Trapp wurde als Sohn des Fregattenkapitäns August Ritter von Trapp, der als Träger des Ordens der Eisernen Krone III. Klasse 1876 den Statuten des Ordens gemäß in den österreichischen Ritterstand erhoben worden war, 1880 in Zara, der Hauptstadt des Kronlandes Dalmatien (heute Zadar in Kroatien), geboren. Das Königreich Dalmatien gehörte zur österreichischen Reichshälfte der Habsburger-Monarchie. Seine ältere Schwester war die Malerin Hede von Trapp.
Er besuchte ab 1894 die Marineakademie der Kriegsmarine in Fiume, die er am 1. Juli 1898 als Seekadett 2. Klasse abschloss. Fortbildungsfahrten führten ihn in den folgenden zwei Jahren unter anderem nach Australien. 1900 wurde er dem Panzerkreuzer Kaiserin und Königin Maria Theresia zugeteilt und für seine Beteiligung an der Erstürmung der Taku-Forts während des Boxeraufstandes in China mit der Silbernen Ehren-Denkmünze für Tapferkeit ausgezeichnet.
1901 wurde er zum Seekadetten und 1903 zum Linienschiffsfähnrich befördert. 1904 besuchte er den Offiziers-Seeminenkurs und 1907 den Offiziers-Torpedokurs. Am 1. November 1908 wurde er Linienschiffsleutnant und kam nach Fiume, wo er die U-Boote kennenlernte, die von der Firma Whitehead gebaut wurden. Vom 1. Juli 1910 bis 24. Juni 1913 war er Kommandant des U-Bootes SM U 6.
Dort lernte er auch Agathe Whitehead, Tochter des Torpedofabrikanten John Whitehead und Enkelin des Erfinders des Torpedos, Robert Whitehead, auf einem Ball kennen. Im Jänner 1911 heiratete das Paar und zog in eine Villa in der Nähe von Pola auf der Halbinsel Istrien im Österreichischen Küstenland. Hier bekam Agathe von Trapp ihre ersten beiden Kinder Rupert (1911–1992) und Agathe (1913–2010). Zu Beginn des Ersten Weltkrieges befehligte Georg das Torpedoboot 52. Agathe zog mit ihren Kindern zu ihrer Mutter auf den Erlhof nach Zell am See. Hier gebar sie ihre weiteren Kinder Maria Franziska (1914–2014), Werner (1915–2007), Hedwig (1917–1972) und Johanna (1919–1994).

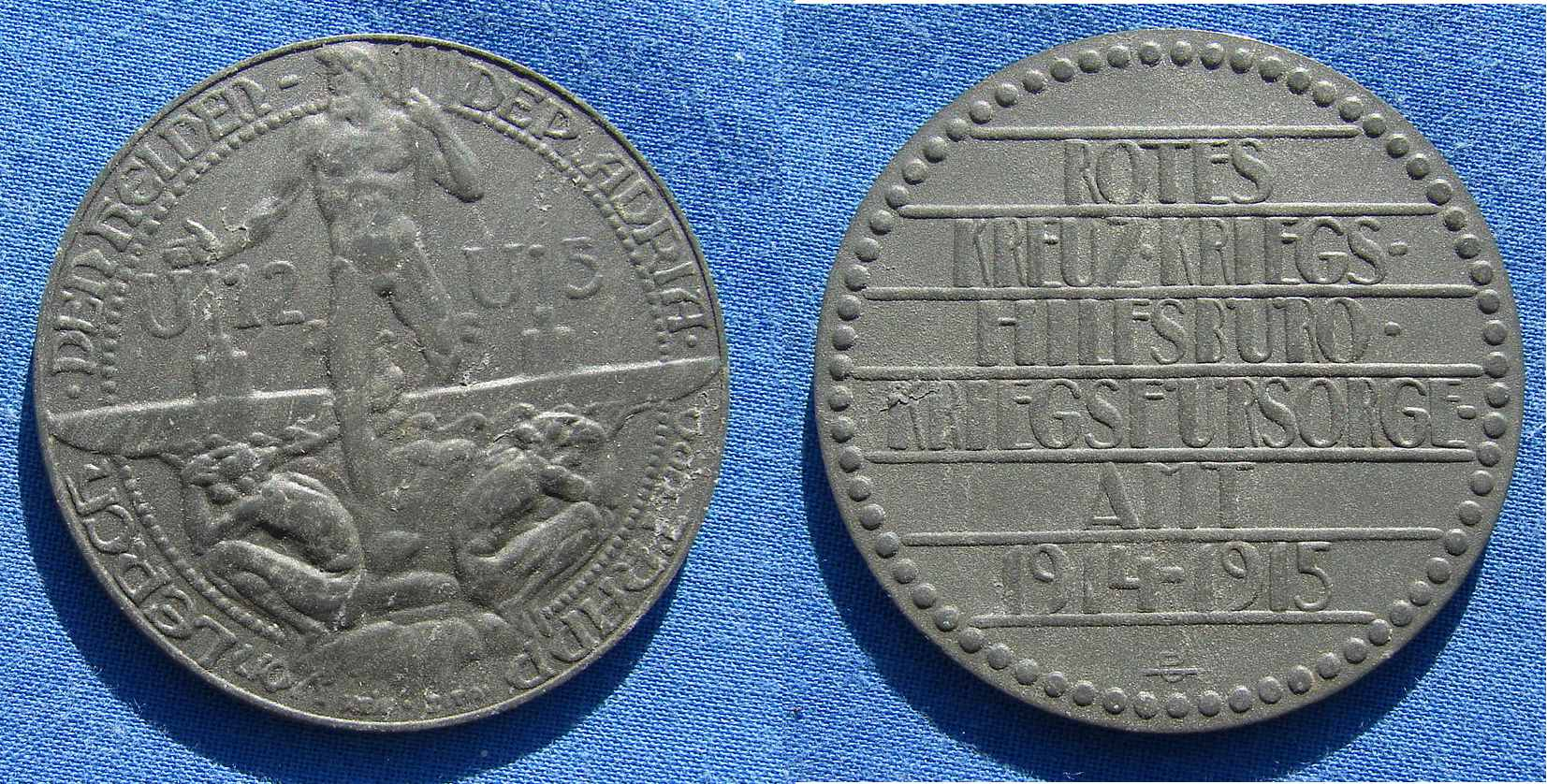
U 5 und U 12 auf österreichischer Medaille 1915 des Kriegsfürsorgeamtes

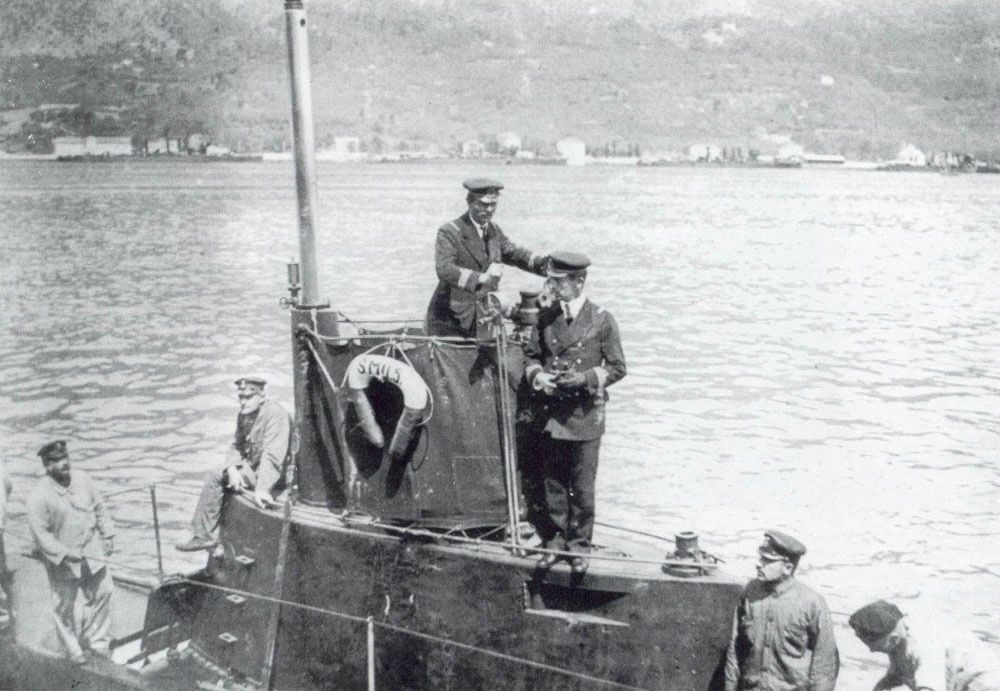
Georg von Trapp 1915 auf SM U 5

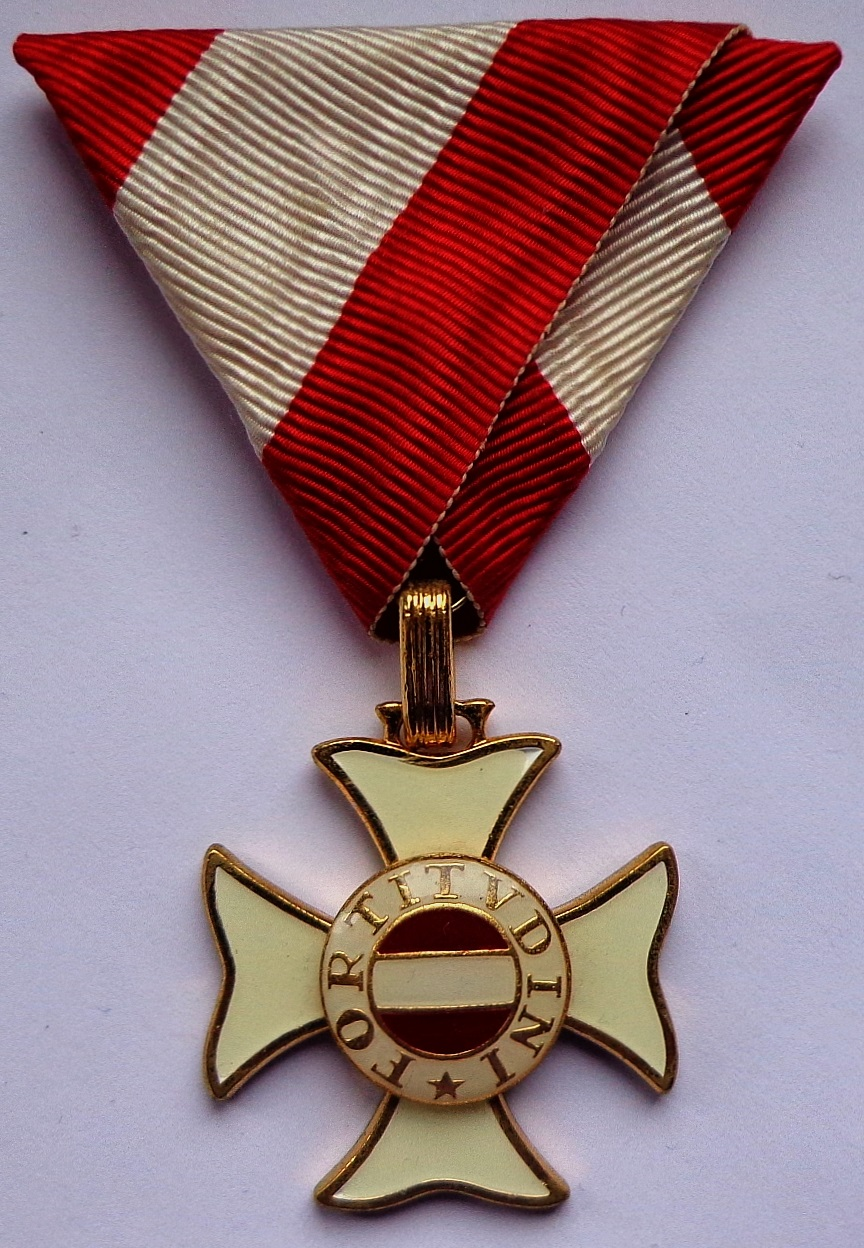
Ritterkreuz des Militär-Maria-Theresien-Ordens

Vom 22. April 1915 bis 10. Oktober 1915 war Georg Ritter von Trapp Kommandant des U-Boots SM U 5, mit dem er den französischen Panzerkreuzer Léon Gambetta und das italienische U-Boot Nereide versenkte. Dafür erhielt er nach dem Krieg das Ritterkreuz des Maria Theresia-Ordens (Beschluss des Ordenskapitels vom 21. April 1924). Damit hätte er in Zeiten der österreichischen Monarchie bis 1918 theoretisch Anspruch auf den Freiherrenstand gehabt, der ihm aber nie verliehen wurde. Dessen ungeachtet wurde und wird er in der Literatur oft fälschlicherweise mit der freiherrlichen Anrede Baron genannt.
Vom 14. Oktober 1915 bis 13. Jänner 1918 befehligte er das erbeutete französische Unterseeboot Curie, das von Österreich in U 14 umbenannt wurde. Am 1. Mai 1918 wurde er zum Korvettenkapitän befördert und erhielt das Kommando über die U-Boot-Station in der Bucht von Cattaro (Kotor).
Nach Ende des Krieges übersiedelte die Familie nach Klosterneuburg bei Wien, wo sie das Martinschlössl bewohnte und Martina (1921–1951), das letzte Kind des Paares, geboren wurde. Kurze Zeit danach bekam Georgs Gattin Agathe im Jahr 1922 Scharlachfieber – sie steckte sich bei ihren Kindern an – und starb am 3. September.
Bereits 1920 finanzierte Georg Trapp die Gründung der Vega-Reederei mit Sitz in Wien und Zweigniederlassung in Hamburg, deren Schiffe in der Nord- und Ostsee verkehrten. 1921 gründete er die Rhein-Donau-Express-Schiffahrts-A.G. Beide Firmen verkaufte er später wieder.
1923 zog er mit den Kindern in die Villa Trapp nach Aigen bei Salzburg. Hier stellte er 1925 Maria Augusta Kutschera als Lehrerin für seine Tochter Maria ein. Am 26. November 1927 heirateten die beiden. Sie bekamen zusammen die Töchter Rosemarie (1929–2022) und Eleonore (1931–2021).
Trapp verlor sein Geld, das er bei der Lammer-Bank in Zell am See angelegt hatte, als diese 1935 Konkurs anmelden musste. Daher gründete seine Frau 1935 den Kammerchor Trapp unter der Leitung des Hauskaplans Franz Wasner. Bereits 1937 gewann der Chor den ersten Preis eines Volkssängerwettbewerbs.
Trapp erhielt nach der Annexion Österreichs im Jahr 1938 von der Deutschen Kriegsmarine das Angebot, eine Kommandoaufgabe im Bereich der Unterseeboote zu übernehmen, lehnte dies aber ab. Ebenso lehnte er die Einladung ab, zum Geburtstag Adolf Hitlers am 20. April in München mit dem Familienchor aufzutreten. Eine Konzertreise nach Italien nutzte die Familie zur Ausreise in die USA, wo Maria ein Jahr später noch einen Sohn Johannes (* 1939) gebar. Sie wurden eine berühmte Sängergruppe, die Trapp Family Singers.
Nach dem Ende des Zweiten Weltkriegs organisierten sie eine Hilfsaktion unter dem Namen Trapp Family Austrian Relief Inc. und sammelten Kleidungsstücke und Nahrungsmittel für Österreich. Dafür wurden sie 2007 in Braunau am Inn mit dem Egon Ranshofen-Wertheimer Preis ausgezeichnet.
Die Familie baute ein Haus in Stowe (Vermont), das sie „Cor Unum“ (Lateinisch ein Herz) nannte, und gründete dort ein Hotel. Dieses ist bis heute als Trapp Family Lodge weltbekannt. 1947 starb Georg Trapp in Boston.

## Kinder
| Name                  | Geburtsdatum       | Todesdatum                              | Anmerkungen |
| --------------------- | ------------------ | --------------------------------------- | --- |
| Rupert Trapp          | 1. November 1911   | 22. Februar 1992                        | war ab 1947 mit Henriette Lajoie (1927–2013) und nach der Scheidung ab etwa 1960 mit Janice Tyre (1920–1994) verheiratet und hatte aus erster Ehe sechs Kinder (zwei Söhne und vier Töchter)     |
| Agathe Trapp          | 12. März 1913      | 28. Dezember 2010                       | arbeitete als Sängerin und Künstlerin, lebte bis zu ihrem Tod in Baltimore, Maryland, hatte keine Kinder und liegt auf dem Friedhof der Trapp Family Lodge in Vermont begraben                   |
| Maria Franziska Trapp | 28. September 1914 | 18. Februar 2014                        | arbeitete als Sängerin und Missionarin in Papua-Neuguinea, lebte in Vermont, hatte keine Kinder und liegt auf dem Friedhof der Trapp Family Lodge in Vermont begraben                            |
| Werner Trapp          | 21. Dezember 1915  | 11. Oktober 2007                        | war verheiratet 1948 mit Erika Klambauer, hatte sechs Kinder (vier Söhne und zwei Töchter, eine davon Elisabeth von Trapp) und liegt auf dem Friedhof der Trapp Family Lodge in Vermont begraben |
| Hedwig Trapp          | 28. Juli 1917      | 14. September 1972                      | arbeitete und lebte als Lehrerin in Umhausen im Ötztal und starb an Asthma, war unverheiratet, hatte keine Kinder und liegt auf dem Friedhof der Trapp Family Lodge in Vermont begraben          |
| Johanna Trapp         | 7. September 1919  | 25. November 1994 (Gersthofer Friedhof) | heiratete 1948 Ernst Florian Winter und hatte sieben Kinder (drei Söhne – einer starb in jungen Jahren – und vier Töchter)                                                                       |
| Martina Trapp         | 17. Februar 1921   | 25. Februar 1951                        | heiratete 1949 Jean Dupiere, starb kurz nach der Geburt ihrer totgeborenen Tochter Notburga an den Folgen einer Operation und liegt auf dem Friedhof der Trapp Family Lodge in Vermont begraben  |
| Rosemarie Trapp       | 8. Februar 1929    | 13. Mai 2022                            | arbeitete als Sängerin und Missionarin in Papua-Neuguinea, lebte in Vermont, hatte keine Kinder                                                                                                  |
| Eleonore Trapp        | 14. Mai 1931       | 17. Oktober 2021                        | heiratete 1954 Hugh David Campbell und hatte sieben Töchter, lebte mit ihrer Familie in Waitsfield (Vermont)                                                                                     |
| Johannes Trapp        | 17. Jänner 1939    |                                         | heiratete 1969 Lynne Peterson und hat zwei Kinder (einen Sohn – Sam, Manager der Trapp Family Lodge in Stowe – und eine Tochter)                                                                 |

## Werke
- Bis zum letzten Flaggenschuß. Erinnerungen eines österreichischen U-Boots-Kommandanten. Pustet, Salzburg und Leipzig 1935. Digitalisat, bereitgestellt durch die Oberösterreichische Landesbibliothek.

## Rezeption

Jahrgangsabzeichen „Ritter von Trapp“ der Theresianischen Militärakademie in Wiener Neustadt

### Film, Bühne
- Teile seiner Lebensgeschichte bilden die Grundlage für die Filme Die Trapp-Familie (1956) und Die Trapp-Familie in Amerika (1958) sowie das bekannte Musical The Sound of Music (1959) und dessen Verfilmung Meine Lieder – meine Träume (1965).

### Würdigung
- 1959 wurde der Trappweg in Wien-Liesing nach ihm benannt.
- In Salzburg-Aigen gibt es (ganz in der Nähe der Trapp-Villa) die Georg-von-Trapp-Straße.
- Die Theresianische Militärakademie in Wiener Neustadt wählte für den Ausmusterungsjahrgang 1997 den Jahrgangsnamen Ritter von Trapp.

### Museal
- Im Wiener Heeresgeschichtlichen Museum ist der Flottenrock (Uniformrock für Stabsoffizier der k.u.k. Kriegsmarine) aus dem Besitz des Georg Ludwig von Trapp ausgestellt.[3]